# Taifu Shoi
El Taifu Shoi es un estilo de karate-do desarrollado en Puerto Rico que combina el Tae Kwon Do coreano, el Kung Fu chino y el Shotokan japonés. Durante la década de los '70s, José A. Pabón (más conocido como Tony) creó el Tai Fu Shoi y usa como logo en los uniformes un círculo rojo con bordes negros, un escorpión blanco en el centro y unas hojas a los lados. La mayoría de los instructores y las organizaciones de los estilos libres que han sido exitosos son o han sido estudiantes de Tai Fu Shoi. 

## Etimología
El "tai" viene de la pronunciación de "Tae" en Tae Kwon Do, que en coreano significa "pie". El "fu" viene del término usado para las artes marciales chinas, "kung fu" aunque el término originalmente se refería a la habilidad de cualquier cosa, y en sí el "fu" de kung fu significa "hombre". El "shoi" viene del nombre del arte marcial japonés Shotokan, "shoto" significando "Olas de Pino", el apodo del creador del Shotokan, quien nunca le dio nombre al arte marcial. Así que, por accidente, el nombre "Taifu Shoi" actualmente significa "pie, hombre, olas de pino", aunque el tercer término posiblemente perdió el significado por la abreviación.

## Detalles de la Práctica
El Tai Fu Shoi incorpora la agresividad en la utilización de las manos y el arte de las katas del estilo de karate Shotokan. Incorpora la fuerza y destreza en las piernas, provenientes del Tae Kwon Do y aprovecha la fuerza del contrario, a la vez que desarrolla destrezas de desarme y de defensa del Kung Fu. 

### Vestimenta
El uniforme de Taifu Shoi, también conocido como "Gi", consiste en una yukata blanca con el parche de Tai fu Shoi cosido en el lado izquierdo, encima de donde quedaría el corazón, un pantalón blanco y la cinta representativa de su rango amarrada en la cintura. Sin embargo, hay ciertas variaciones que el maestro ("sensei") podría usar, por ejemplo el "Gi" color negro o añadiduras como lo podrían ser la bandera de su país natal o alguna referente al estilo. Existen cuatro tipos de "Gi" el super liviano, el liviano, el pesado y el superpesado, que generalmente es utilizado por usuarios más expertos.

### Rangos
Los rangos en Taifu Shoi se miden en cinturones, en este artículo, cintas. Todo estudiante empieza siendo cinta blanca.
Los rangos se obtienen según la capacidad y la edad de un estudiante, ejemplo: en el primer examen de un estudiante de cuatro (4) años no se le debe otorgar directamente la punta amarilla ya que a esa edad, la mayoría de las veces los niños no son aptos para obtener tal rango y se le debe dar más tiempo de entrenamiento. Claro, tan bien hay sus excepciones y si el estudiante tiene la suficiente capacidad se le puede otorgar el rango directamente.
Lo mismo sucede con los demás rangos. Cada examen que haces es para obtener término, punta o cinta. Los colores a obtener son los siguientes: 
- Blanca
- Amarilla
- Verde
- Roja
- Marrón
- Negra

El estudiante que obtiene la punta marrón pasa a ser estudiante directo de la Sociedad de Cintas Negras de Puerto Rico, en el cual será examinado para obtener los rangos de cinta marrón en adelante. Para obtener la punta negra, el estudiante tendrá que obligatoriamente obtenerla de término en término, o sea, primero pasa a ser primer término, luego segundo y así sucesivamente. Luego de obtener cinta negra pasa a ser estudiante “Sho dan ho” o cinta negra en proceso de evaluación. Luego de un año, aproximadamente, de dar clases supervisadas, el estudiante pasa a ser “sho dan” o maestro autorizado.
Los exámenes luego de la cinta negra son de dos a tres años mínimos para obtener los “danes”.

## Significado de su emblema
- El Escorpión en el centro = Arácnido peligroso y mortal si es molestado y/o si se ve en peligro, resistente al frío y al calor y se aclimata a todo tipo de condición o situación.
- Fondo color Rojo = representa su presencia imponente.
- Color Blanco = La pureza de espíritu y la mente.
- Color negro = La experiencia adquirida
- Circunferencia = El mundo y nuestro paso por el mismo.
- Hojas de olivo = La paz